# 経歴
| ウィキペディアには「経歴」という見出しの百科事典記事はありません（タイトルに「経歴」を含むページの一覧/「経歴」で始まるページの一覧）。 代わりにウィクショナリーのページ「経歴」が役に立つかもしれません。 |